# Lucey (Côte-d'Or)
Lucey è un comune francese di 59 abitanti situato nel dipartimento della Côte-d'Or nella regione della Borgogna-Franca Contea.

## Società

### Evoluzione demografica
Abitanti censiti